# Neuroshima Hex!
Neuroshima Hex! est un jeu de stratégie polonais de Michał Oracz, reprenant l'univers du jeu de rôle Neuroshima. Publié en 2005, puis édité en anglais et allemand en 2006, Bruno Faidutti le remarque et en fait un candidat à son jeu de l'année. Il est finalement remarqué par Iello qui le traduit et le commercialise en 2008, ainsi que son extension début 2009.
Le jeu est également disponible sur les smartphones Android et Apple. On peut y jouer contre la machine (IA), mais pas encore en mode connecté avec d'autres joueurs. Outre les 4 armées de base (rouge, bleu, jaune, vert), un pack d'extension est disponible sur Android avec 5 armées supplémentaires : New York, Smart, Neo Jungle, Vegas, Steel Police.

## Principe du jeu

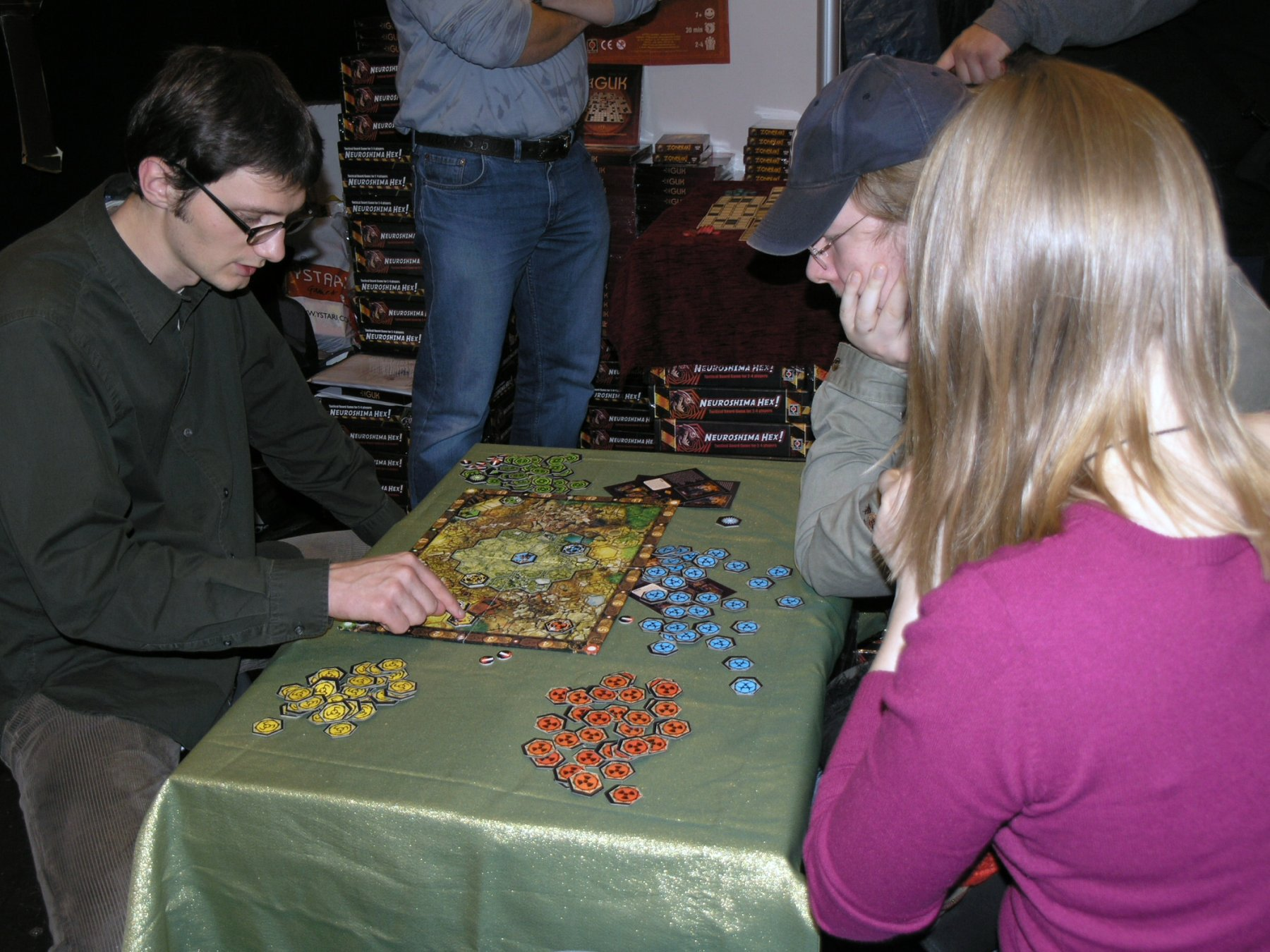
Trois personnes jouant à Neursohima Hex! (2e Ed.) - Essen'07

Neuroshima Hex! fait s'affronter quatre armées aux caractéristiques très différentes (mobilité, résistance, distance d'engagement, etc.) sur un plateau hexagonal de 19 cases. Chaque armée est composée d'un centre de commandement de 20 points de vie, et de 34 tuiles unités, modules (qui donnent divers bonus aux unités), et actions (engagement, mouvement, etc.). Chacun leur tour, les joueurs vont tirer des tuiles et les poser sur le plateau ; lorsque celui-ci est plein, ou lorsqu'un joueur abat une tuile "engagement", les attaques entre les unités sont résolues, par ordre d'initiative (une unité à forte initiative peut éliminer une unité plus lente avant que celle-ci ne puisse attaquer). Le but est de détruire le centre de commandement ennemi ou de lui faire plus de dégâts avant qu'un joueur ne se retrouve sans tuile à tirer (fin de partie).
Très tactique à deux joueurs, le jeu est souvent comparé aux échecs. À trois ou quatre joueurs, le côté social (alliance/trahison) rendra le jeu plus ludique mais moins stratégique.

## Extension: Babel 13
Début 2009, l'extension Babel 13 a été publiée. Elle offre deux armées supplémentaires, et un important contenu qui rend le jeu plus modulaire et lui donne une dimension aventure plus importante. On notera :
- Des tourelles contrôlables par les joueurs
- Des entrepôts à forcer pour récupérer des bonus pour les unités
- De nombreux terrains aux propriétés diverses qui rendent le plateau plus grand et plus modulaire, et qui changent l'expérience de jeu (forêt empêchant le tir de loin, rochers donnant des bonus aux tireurs, etc.)

Le jeu propose également une campagne jouable à 6 et donne toutes les bases aux joueurs pour créer leurs propres campagnes.

## Les 19 armées officielles
Armées de la boite de base :
- Moloch (rouge) : l'armée Moloch est une armée robotisée. Relativement polyvalente, avec des unités très résistantes, elle souffre cependant d'une faible mobilité et n'engagera que rarement au combat.
- Borgo (bleu) : l'armée Borgo est une armée de mutants. Puissante au corps à corps, avec une très forte initiative, elle manque d'attaque à distance.
- The Outpost (vert) : les restes de l'armée humaine. Mobiles et avec une forte initiative, l'Outpost est adepte de l'attaque éclair à distance et du repli. Son manque d'unité puissante ou de corps à corps en fait une armée plus difficile à jouer.
- The Hegemony (jaune) : des humains plus intéressés par la contrebande que par les idéaux. Axés sur une tactique consistant à immobiliser les menaces et à infliger de lourds dégât au corps à corps, ils manquent cependant de tireurs.

Armées de Babel13 :
- Neo Jungle (kaki) : armée composée de plantes mutantes, elle manque d'unités combattantes, en quantité et en qualité. Cependant, la capacité de la terre mère, qui peut donner les bonus des modules à toutes les unités, la rend inarrêtable si elle se développe.
- New York (indigo) : les derniers survivants de New York. Polyvalente, avec de nombreuses unités spéciales, son QG qui augmente la résistance des unités alliées proches, lui permet de miser sur des stratégies défensives ou basées sur la contre-attaque.

Armées de l'extension Duel :
- Vegas (marron) : une organisation de malfrats ayant fait main basse sur Vegas. Une armée très restreinte mais compensée par la prise de contrôle des unités adverses par le biais de manipulateurs.
- Smart (blanc) : d'anciennes unités Moloch corrompues par la Neo Jungle. N'étant pas aussi résistante que Moloch mais bénéficiant de plus de mobilité, ceci a pour effet d'accentuer le côté polyvalent de l'armée.

Armées additionnelles :
- Doomsday Machines (acier) [de couleur ciel à l'origine, distribuée à Essen 2007] : cette armée composée de tourelles n'a aucune mobilité, mais toutes ses unités peuvent pivoter. Extrêmement tactique mais aussi très vulnérable, un très bon placement la rendra imbattable.
- Steel Police (violet) : de fanatiques justiciers caractérisés par des capacités défensives innovantes comme la réflexion de dégâts. Leur lenteur constituant leur seul point noir, ils disposent d'une force de frappe aussi bien en mêlée qu'à distance.
- The Dancer (orange, puis blanc et violet ) : trois créatures très puissantes, résultat d'un programme de recherche génétique secret. Cette armée est novatrice et très différente des autres en termes de règles. Elle ne contient que trois unités, des créatures faisant office de QG, d'unités et de modules.
- Sharrash (turquoise) : armée de rats mutants parfaitement organisés vivant sous les sous-sols des villes en ruines. Le point fort de cette armée réside dans la grande mobilité de son QG et l'élimination des unités ennemies les plus rapides ainsi que la paralysie des unités ennemies les plus lentes.
- Mississippi (vert et gris) : des survivants habitant le long du fleuve empoisonné qui a été souillé par les déchets de Moloch. Disposant de capacités d'attaques pouvant facilement atteindre les lignes arrières ennemies ainsi que de nombreuses sources d'empoisonnements.
- Mephisto (bordeau, puis orange sable) : redoutable ver géant creusant des galeries souterraines. QG et aussi seule unité de l'armée, la créature dispose pour augmenter ses capacités de divers modules, considérés comme les tronçons de son corps visibles à la surface et lui étant donc reliés directement où qu'ils soient sur le terrain.
- Uranopolis (gris) : coalition de mineurs ayant survécu sous terre. Elle dispose de machines puissantes, mais dépendante d'autres unités alliées leur permettant d'être actives.
- Death Breath (marron foncé) : une horde de zombies, dont le nom provient du virus qui les a infectés. Ses unités tombées au combat peuvent revenir sous une forme plus puissante.
- Sand Runners (jaune et rouge) : ces survivants du désert utilisent à leur avantage des tempêtes de sables, qui lors de chacun des combats qu'ils engagent leur permettent d'isoler une unité et de retourner nombre de situations en leur faveur.
- Iron Gang (jaune clair) : un gang d'impitoyables motards spécialisés dans les pièges et qui excellent à neutraliser et endommager les unités adverses en dehors des combats.
- Troglodytes (bleu ciel) : la survie dans des conditions extrêmes telles que le froid mordant des contrées gelées ont rendu ces tribus totalement cannibales ; alliés comme ennemis viendront nourrir leur insatiable appétit, les transformant progressivement en des combattants extrêmement dangereux.

## Adaptations en jeu vidéo
Neuroshima Hex! a été adapté par Big Daddy's Creations sur iOS (2010) et Android (2012). Il a notamment été vendu dans le Humble Bundle Mobile 9. Une suite, Neuroshima Hex Puzzle est sortie en 2011 sur iOS.